# 冠毛
冠毛（英语：Pappus）是菊科植物小花的花萼变态形成的结构，位于花冠管的基部，能够帮助种子借助风力传播。冠毛可呈刚毛状、芒状或鳞片状，在有些种类中较小，以至肉眼难以分辨。
英文名来源于古希腊语「pappos」、拉丁语「pappus」，意思是“老人”。